# Soledad Chiquita
Soledad Chiquita är en ort i Mexiko.   Den ligger i kommunen Naranjos Amatlán och delstaten Veracruz, i den sydöstra delen av landet, 260 km nordost om huvudstaden Mexico City. Soledad Chiquita ligger 114 meter över havet och antalet invånare är 188.
Terrängen runt Soledad Chiquita är platt åt nordost, men åt sydväst är den kuperad. Runt Soledad Chiquita är det ganska glesbefolkat, med 29 invånare per kvadratkilometer. Närmaste större samhälle är Naranjos, 3,9 km norr om Soledad Chiquita. Trakten runt Soledad Chiquita består till största delen av jordbruksmark.